# Rozas de Puerto Real
Rozas de Puerto Real är en kommun i Spanien.  Den ligger i den autonoma regionen Madrid, i den centrala delen av landet, 70 km väster om huvudstaden Madrid. Antalet invånare är 580 (2024).